# Пранцкетис, Викторас
Ви́кторас Пранцке́тис (лит.  Viktoras Pranckietis , 26 июня 1958, деревня Рутяляй Кельмеского района, Литовской ССР, СССР) — литовский агроном, доктор биомедицинских наук (1998), профессор (2016), декан факультета агрономии Университета им. Александраса Стульгинскиса (2008), член совета и сената университета; политический и общественный деятель, член Совета самоуправления Каунасского района (2015), 23-й председатель Сейма Литовской Республики (2016—2020).

## Биография
С 1965 года учился в средней школе в местечке Титувенай, с 1973 года учился в Титувенском совхозе-техникуме. В 1976—1977 годах работал агрономом в Титувенском садоводческом совхозе. В 1977—1982 годах учился в Литовской Академии сельского хозяйства, где получил квалификацию учёного агронома. В 1984—1986 годах служил в Советской армии.
После службы работал ассистентом в Академии сельского хозяйства (1986—1991), в 1988—1991 годах был продеканом факультета академии, в 1991—1998 годах — старшим ассистентом в Академии сельского хозяйства, в 1996 году преобразованной в Университет сельского хозяйства и в 2011 году получивший имя Александраса Стульгинскаса. В 1998 году экстерном защитил докторскую диссертацию по биомедицине. В 2006—2008 годах заведующий кафедрой садоводства и овощеводства, с 2008 года — декан факультета агрономии. В 1998—2016 годах был доцентом, с 2016 года профессор.
С 1999 года занимался фермерством, основной вид деятельности — садоводство. Стажировался в университетах, научных учреждениях и фирмах США, Швеции, Польши, Германии, Голландии. Автор научных книг, учебников, статей.
Женат (c 1983 года), жена Ирена Пранцкетене — доцент, доктор биомедицинских наук; дети Вайдотас (род. 1984), Виктория (род. 1987), Моника.
Владеет английским, немецким, польским, русским языками.

## Политическая карьера
С 2014 года член совета и правления Союза крестьян и зелёных, заместитель председателя. В 2015 году был избран в Совет самоуправления Каунасского района. На парламентских выборах в октябре 2016 года был избран в одномандатном округе в Сейм Литвы. 14 октября 2016 года был избран председателем Сейма, получив голоса 93 депутатов (его конкурент Эугениюс Гентвилас собрал 36 голосов).
При вступлении в должность он произнёс:

Я буду очень стараться, чтобы в Сейме царили академические установки: культура диалога, культура аргументов, вслушивание и услышание, стремление понять, конструктивная дискуссия, уважение чужого и инакого мнения, уважительное, любезное общение. Полагаю, что высокомерие и цинизм, равнодушие, выпячивание себя или стремление к привилегиям несочетаемы со статусом избранника граждан— http://novayagazeta.ee/articles/11146/